# 圣母得胜圣殿 (巴黎)

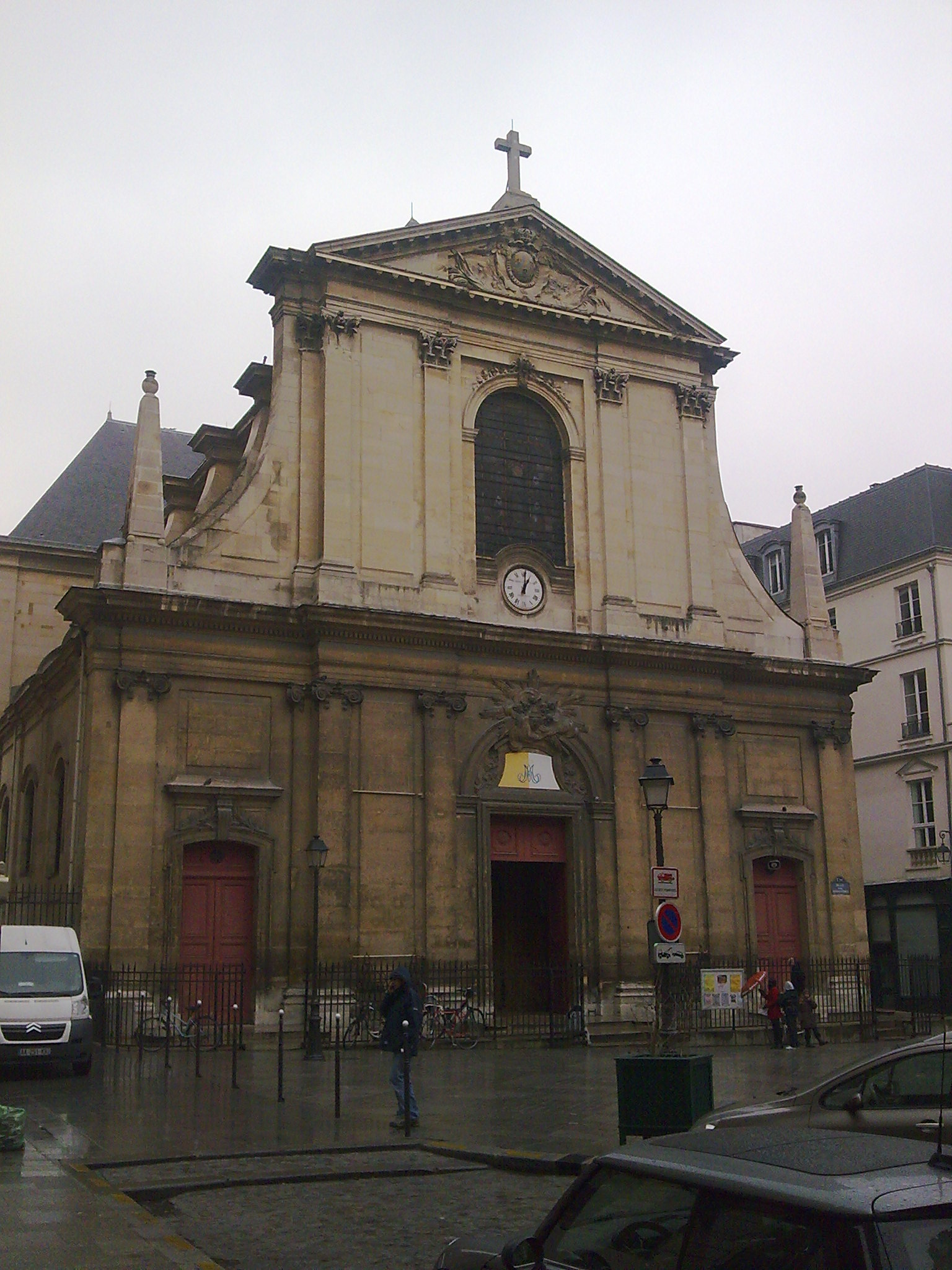
圣母得胜圣殿

圣母得胜圣殿（Basilique Notre-Dame-des-Victoires）是法国巴黎的一座罗马天主教教堂，位于巴黎第二区圣母得胜街6号。它是法国法兰西岛地区10座乙级宗座圣殿之一。
距其最近的地铁站是Bourse站。

## 历史
1619年，跣足奥思定会（Discalced Augustinians）（俗称"Petits Pères"）在他们购自Bourse(市场)的3公顷土地上（位于Place des Petits-Pères和Rue de la Banque交叉口处）建立了自己的女修道院——圣母得胜院。
1629年12月8日，枢机主教(Archbishop)Jean-François Gondi祝福了该堂的奠基。次日，国王路易十三在朝廷的'seigneurs'和城市官员的陪同下亲自安放了奠基石。
国王路易十三资助了本堂的建造，因该堂是献给他路易十三陛下在拉罗歇尔对新教徒的胜利的，他把这个胜利归功于
祈求受福圣母。
头一所教堂非常小，故根据Pierre Le Muet的计划，该堂在1656年开始重建。Libéral Bruant，Robert Boudin，和Gabriel Leduc监督此工程。新教堂在未完工时便于1666年被祝圣。
在Sylvain Cartaud的监督下，工程于1737年最终完成。他监督了中殿的扩展，正面的建造，以及耳堂那引人注目的穹顶的建造。
内殿因几幅法国画家Louis-Michel van Loo[1707-1771]的画作而备添光彩。
该教堂在督政府时期被改为国家彩票总部以及股票交易所，后在法兰西第一帝国时期重新被用于宗教活动。
大花园和双回廊一直到法国大革命时都还存在。那时，它们被没收并被废弃。修道院遗迹在1858年被一扫而光，取而代之的是新建的警察局和大区区长办公室。

## 19世纪
19世纪中叶的大部分时间里，圣母得胜堂是巴黎的精神动力之所。在1830年代初期，本堂牧师Fr. Desgenettes看见受福童贞女（圣母玛利亚）现形，他将本堂区献给她以激起了一个快要灭亡的堂区的自发复兴，以及罪人之托圣母(Our Lady, Refuge of Sinners)的Archconfraternity的建立。
许多著名的该时期法国天主教徒与该教堂保持联系。他们包括Ratisbonne兄弟， Ven. Francis Libermann 以及Holy Ghost Fathers的重建者和全体外国宣教团神学生与传教士，包括St. Theophane Venard。
令人尊敬的John Henry Newman去那里以感谢他的皈依，这是在那儿的祷告之主题。后来，年轻的Therese Martin在同一尊圣母塑像前祷告以求圣母帮助她实现其使命。

## 还愿物
圣母得胜圣殿以其信徒留在那里的还愿物（ex voto）而闻名。超过10,000件祈祷牌、金银心、以及军人勋章被留在圣殿内。信徒把它们留在圣殿里以感谢受福圣母赐予的恩惠。圣殿曾一度被用作去孔波斯特拉的聖地牙哥朝拜路上的中间站。因此，许多还愿物是被无法完成朝拜孔波斯特拉的聖地牙哥的漫漫旅程的信徒留在这里的。